# La Présentation de Marie au Temple (Fontana)
Pour les articles homonymes, voir La Présentation de Marie au Temple.
La Présentation de Marie au Temple est un tableau réalisé vers 1575-1580 par la peintre italienne Lavinia Fontana, en collaboration avec son père Prospero Fontana. De format vertical, cette huile sur toile est une peinture chrétienne qui montre la Présentation de Marie au Temple. Elle figure la jeune Marie montant cierge en main les marches du temple de Jérusalem et laissant derrière elle, ce faisant, ses parents Joachim et Anne, au premier plan dans l'angle inférieur gauche de la composition. Ses parents l'ont consacrée au service divin pour remercier Dieu de les avoir libérés de leur problème de fertilité. Marie monte les marches du temple, accueillie par un chef religieux juif qui la bénit de la main. Des fidèles tapis dans l'ombre l'observent. Dans le coin inférieur droit, une personnification de l'Épiphanie s'incline devant elle.
La composition s'inspire d'une fresque de Prospero. Un dessin préparatoire est conservé au Louvre. Plusieurs changements dans la composition semblent témoigner de la collaboration entre Lavinia et son père dont elle écoutait sans doute les commentaires.
Demeurée dans des collections privées européennes depuis le XIXe siècle, l'œuvre est proposée aux enchères en 2019 sans auteur identifié. Attribuée aux Fontana peu après, elle est conservée depuis 2025 au Musée des beaux-arts de Montréal, à Montréal, au Canada.